# Heterochaenia
Genre
Classification phylogénétique
Heterochaenia est un genre de plantes de la famille des Campanulaceae. Il est endémique de l'île de La Réunion. Il comprend quatre espèces.
La description de Heterochaenia fragrans est très récente, elle a été enregistrée en juin 2008. Les premiers plants avaient été trouvés en 2007.

## Liste des espèces
- Heterochaenia borbonica Badré & Cadet
- Heterochaenia ensifolia A.DC.
- Heterochaenia fragrans  H.Thomas, Félicité & Adolphe
- Heterochaenia rivalsii Badré & Cadet